# Vesna Tominac Matačić
Vesna Tominac Matačić (Vinkovci, 25. oktobar 1968) je hrvatska glumica.

## Biografija
Rođena je 25. oktobra 1968. godine u Vinkovcima. Diplomirala na Akademiji dramskih umetnosti u Zagrebu.
Glumila u brojnim pozorišnim predstavama, među kojima treba izdvojiti „Povratak“, „Polaroidi“ (Kazalište Gavella); „Tena“ (HNK Osijek); „Pitanja duše“(Teatar ITD); „Jalnuševčani“(Histrioni); „Marat/Sade“ (Teatar Ulysses). Za ulogu Tene dobila je Nagradu hrvatskog glumišta. Trenutno u Teatru ITD igra monodramu „Snimka s mjeseca“. Aktivni je član Zagrebačkog glumačkog studija, niz godina radi na L. Strasbergovoj glumačkoj metodi. Proslavila se ulogom Karoline Novak u prvoj hrvatskoj sapunici „Zabranjena ljubav“.

## Uloge (televizija)
- Kud puklo da puklo kao Višnja Došen (2014.-2016)
- Najbolje godine kao Melita Lalić (2011)
- Dnevnik plavuše kao Moranina majka (2011)
- Bibin svijet kao doktorica (2010)
- Hitna 94 kao Anita Matić (2008)
- Zabranjena ljubav kao Karolina Novak (2005.-2011)

## Uloge (film)
- „Zagorka“ kao sestra Bernarda (2007)
- „Kravata“ kao Grizlijeva žena (2006)
- „Konjanik“ kao majka (2003)
- „La Frontiera“ kao Melania (1996)
- „Posebna vožnja“ kao Marijana (1995)

## Spoljašnje veze
- Vesna Tominac на веб-сајту  (језик: енглески)